# Kristologi

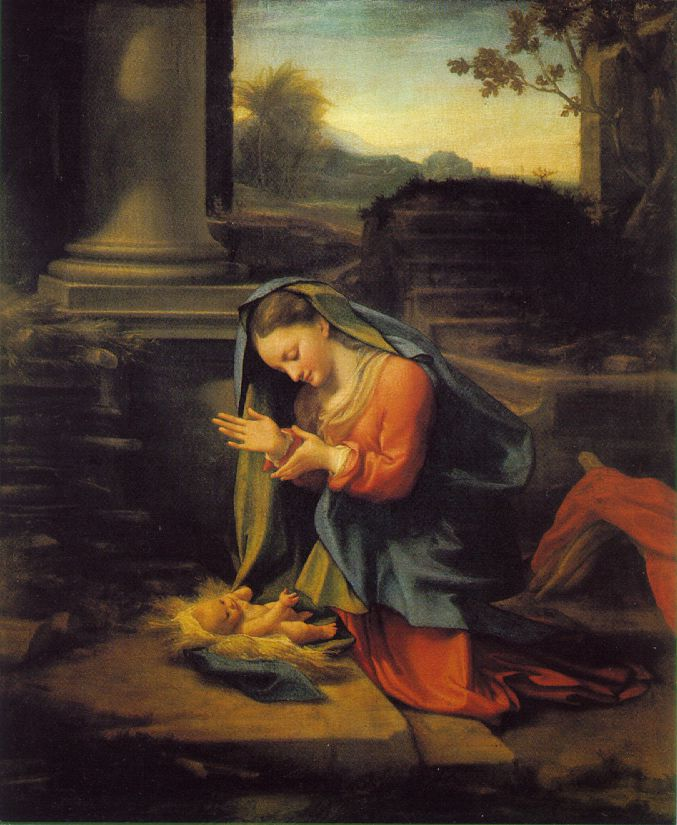
Sonen i treenigheten. Jungfru Maria inför Jesubarnet, Antonio da Correggio.

Kristologi (av grekiskans Christos [Χριστος] och logia 'lära', 'vetenskap', av logos [λογος] 'ord') är en subdisciplin inom kristen systematisk teologi eller dogmatik. Ämnet studerar den teologiska förståelsen av vem Jesus från Nasaret är, såsom det framkommer hos Jesus själv, hos hans Apostlar och hos kyrkan och olika kyrkliga riktningar genom historien. Till kristologin kan även ickekristna teologers och rörelsers uppfattning räknas. Till kristologin underordnade områden räknas ibland mariologin, likaså studier av jungfru Maria, samt ecklesiologin emedan kyrkan räknas som Kristi kropp.
Apostlarnas och Kyrkans uppfattning om Jesus har växt fram utifrån Evangeliernas berättelser om Jesu död och uppståndelse, tolkade mot bakgrund av Gamla testamentets förutsägelser om en kommande Räddare (se Messiasprofetior och Jesus).
Innehållsligt har kristologin framför allt rört sig kring föreställningen att Jesus är både Gud och människa. Eftersom gudomligt och mänskligt traditionellt ansetts vara väsensskilda storheter, har denna tanke lett till behov av filosofisk bearbetning. Olika förståelser av i vilken mening Jesus kan anses vara gudomlig respektive mänsklig har framförts, tankar om arten av naturernas förening och ömsesidiga påverkan har bearbetats, likaså hur uppfattningen skall tillämpas på olika aspekter av personligheten såsom kropp, själ och vilja. En annan viktig fråga har varit hur Jesus kan vara en person, om han har två naturer. 
Kristus är den latinska formen av det grekiska ordet Christos (Χριστός) som betyder 'den smorde'. Det motsvarar det hebreiska ordet ha-mashiah (מָשִׁיחַ, māšiáħ), försvenskat till Messias. När den hebreiska bibeln översattes till grekiska och senare kom att utgöra Gamla testamentet, ersattes det hebreiska ordet ha-mashiah med ho christos, båda med betydelsen 'den smorde'.
Främsta källor för Jesu egen och Apostlarnas förståelse av Jesus är de levnadsskildringar och brev som samlats i Nya testamentet i Bibeln. Främsta källor för Kyrkans förståelse är Kyrkofädernas skrifter och senare kristna teologers texter, samt texter från kyrkomöten. 
Det historiska och bibelvetenskapliga studiet av Jesu liv redovisas i artikeln Jesus.
Hur Kristi gudom uppfattas höra samman med Gud i övrigt behandlas i artikeln Treenighetsläran.

## Kristologins historiska utveckling – olika riktningar

### Den första tiden
Hos Jesu lärjungar växte under hans verksamhet uppfattningen successivt fram att Jesus inte bara var människa, utan Guds son (Matt 16:16). Föreställningarna var dock inte färdiga när Jesus dog (Joh 16:12–15). Efter de händelser som Bibeln skildrar som att Jesus uppstod från de döda, började en intensiv period när lärjungarna försökte förstå vem Jesus var och vad han gjort. Till sin hjälp i förståelsen tog de Gamla Testamentets profetior om en kommande Messias (Luk 24:13–35; Apg 17:10–12). Apostlarna sågs också som vägledda av den Helige Ande i detta arbete (Joh 16:12–15). Bibelvetenskapen har inte kommit till någon entydig förståelse av hur tidigt förståelse av Jesus som Gud var på plats. Enligt traditionell förståelse vittnar Bibelns böcker om att den är mycket tidig (se Systematisk teologi – Kristologin i Bibeln nedan). Redan i Bibeln vänder sig Johannes mot gnosticismen (se nedan) och betonar vikten av att tro att "Jesus är Kristus som kommit i köttet" (1 Joh 4:2).

### Kristus – Kristologi
Allteftersom kristendomen spreds utanför den judiska kretsen, kom grekiska att bli ett allt viktigare språk. Lärjungarna översatte det hebreiska Messias till grekiska och Jesus fick så titeln Kristus (jfr Agp 11:26). Messias och Kristus betyder den smorde. Det syftar på de tre funktioner i Gamla Testamentet till vilka man invigdes genom att smörjas: kungen (David – 2 Sam 16:13), prästen (Aron – 2 Mos 30:30) och ibland även profeten (Elisha – 1 Kung 19:16). Vid smörjelsen kom den Helige Ande, enligt Bibelns berättelser, över personen (2 Sam 16:13; Jes 61:1). De första kristna kom att tolka in Jesu liv och verk i dessa tre ämbeten: Som profet undervisade han och gjorde under (Matt 5ff; Luk 4:24; Joh 4:19). Som präst frambar han sig själv som ett offer för våra synder (Hebr 4:14–5:10; 6:20; 7:1–10:18). Som konung kom han med sitt rike (Guds rike, Himmelriket) (Mark 1:15) och besegrade demoner och sjukdomar (Mark 1:21–34) och naturens makter (Mark 4:35–41), och han skall en dag komma åter och slutgiltigt besegra synden och döden och regera över allt i evighet (Dan 7:13–14; Matt 21:5; 25:34, 40; Matt 28:18–20; Luk 1:32–33; 19:38; Joh 12:15; 18:37; 19:14, 15; Apg 1:6–11; Fil 2:5–11; 1 Tess 4:13–17; 1 Tim 1:17; 6:15; Upp 17:14; 19:6, 16).

### Gnosticismochdoketism– de tre första århundradena
Enligt gnosticismen och doketismen är Kristus andlig, av gudomligt ursprung, men endast skenbart människa.
Gnosticismen var sprungen ur grekisk religion och filosofi. Världen sågs som uppkommen genom en rad emanationer, där olika substanser eller varelser successivt utgått ur varandra i en kedja som började i det högsta Gudomliga väsendet. Varje ny emanation var sämre än den tidigare. Den sista substansen som utgick var materien, som därför sågs som något ont. Människans själ sågs som en gnista av den gudomliga elden, vilken fångats i den materiella kroppen. Den måste befrias ur kroppen och återförenas med Gud. Detta sker genom kunskap om dessa förhållanden. Ordet gnosticism kommer från det grekiska ordet för kunskap – gnosis (γνωσις).
Gnosticismen var en tanketradition mer än en organisation. Som sådan påverkade den andra rörelser. Det uppstod därför snart en kristen gnosticism. De kristna gnostikerna kom att se Jesus som en lärare, som visade hur människans själ skulle kunna befrias från kroppen och materien, och återförenas med Gud. De såg Kristus som en emanation ur Fadern, det vill säga något sämre än Fadern, men ändå oändligt mycket bättre än materien. De avvisade därför tanken att Kristus blivit människa. Det såg bara ut så, sade de. "Se ut" heter på grekiska "dokeo" (δοκεο), varför denna uppfattning kom att kallas 'doketism'. De förnekade följaktligen även att Jesus skulle ha blivit korsfäst och dött. Det såg bara ut så, eller också var det Simon från Kyrene – han som enligt Bibeln bar Jesu kors (Matt 27:32) – som blivit korsfäst hans ställe. Följdriktigt förnekade de även både Jesu och vår uppståndelse.
Gnostikerna hävdade att de hade fått sina läror från apostlarna. Det var fråga om hemliga läror som överförts endast till de invigda. De utgav därför inte sällan sina skrifter i apostlarnas namn. (En skrift som falskeligen tillskrivs någon annan kallas pseudepigraf.)
Gnosticismens tankar har följt Kyrkan genom historien. Idag är de gnostiska föreställningarna aktuella inte minst inom populärkultur och nyandlighet.

#### Markion
Ett mellanting mellan kristendom och kristen gnosticism utgör Markion. Han grundade en egen församling i Rom i mitten av 100-talet. Hans kyrka hade inte lika stora inslag av grekisk mytologisk spekulation som de andra gnostikerna, vilket gav den en mer kristen prägel. Han avvisade dock med gnostikerna att världen skulle vara skapad av Gud och såg Gamla Testamentets Gud som en ond skapargud som inte är densamme som Jesu Fader. Han avvisade därför också Gamla Testamentet som helig skrift. Han avvisade också med gnostikerna att Jesus skulle ha blivit människa och tron på kroppens uppståndelse.

#### Kyrkans svar
Mot gnosticismen svarade Kyrkans tidiga teologer – kyrkofäderna att Gamla Testamentet är helig skrift, att Gamla Testamentets Gud är densamme som Jesu Fader, att Skapelsen är Guds goda verk, att Jesus verkligen blivit människa, att han dött och uppstått i sin kropp, och att vår frälsning inte går ut på att befrias från kroppen, utan att kroppen skall befrias från synd, lidande och död och uppstå till evigt liv. Redan i Bibeln skriver Johannes att "varje ande som bekänner att Jesus är Kristus som kommit i köttet, han är från Gud" (1 Joh 4:2).
Irenaeus av Lyon, som mot slutet av 100-talet var biskop av Lyon i nuvarande Frankrike, är den mest kände antignostiske teologen. I sin skrift "Mot villolärorna" (Adversus Haeresis) framställer han argumentet att Kyrkans biskopar är tillsatta av biskopar i en obruten tradition tillbaka till apostlarna – apostolisk succession. Därför borde det vara Kyrkans biskopar, och inte gnostikernas lärare, som fört Jesu undervisning vidare. Hade Jesus lämnat hemliga budskap till apostlarna, så är det Kyrkans biskopar, om några, som borde känna till dessa (Adv. Haer. 3:3). Även modern vetenskap stöder att Bibelns böcker är mycket säkrare källor till Jesu liv än de gnostiska skrifterna.
Ireneus hävdar också att det är nödvändigt för vår frälsning att Jesus är både Gud och människa: "Om inte människan övervunnit människans fiende, hade fienden inte övervunnits på ett legitimt sätt. Och åter: Om inte Gud skänkt oss frälsningen av nåd, så ägde vi den inte säkert. Om människan inte blivit förenad med Gud, så hade hon inte kunnat få del i oförgängligheten" (Adv. Haer. 3:18:7).

### Ebioniterna
Det fanns också en lite judekristen grupp – Ebioniterna – som istället förnekade Jesu Gudom. De såg Jesus som enbart människa – en ny Mose. Även dessa bemöter Irenaeus (Adv. Haer. 3:15). Ebionismens tankar återkommer i modern form i liberalteologin.

### Dynamism, Dynamisk monarkianism,Adoptianism,Psilantropism
Dynamismen formulerades mot slutet av 100-talet av Tedodotus och dess mest kände förespråkar är Paulus av Samosata på 200-talet. Dynamismen menar att Jesus bara var en vanlig människa (psilós, ψιλός, endast; ánthropos, ἄνθρωπος, människa). När han döptes blev han dock beklädd med 
Guds kraft (dynamis, δύναμις, på grekiska) i form av den Helige Ande, eller Kristus, och blev adopterad som Guds son. Denna syn avvisades av den tidiga kyrkan.

### Modalism, Modalistisk monarkianism,Patripassianism,Sabellianism
Modalismen formulerades mot slutet av 100-talet. Enligt modalismen är Fadern, Sonen och Anden olika uppenbarelseformer (form = modus på latin) av Gud. De är inte självständiga personer, utan olika sätt som Gud visar sig och verkar på. Mot denna syn argumenterade mer traditionella teologer att Fadern i så fall lidit och dött på korset (patripassianism), vilket de ansåg orimligt. En mer nyanserad form utvecklades därför av Sabellius under 200-talets första hälft – Sabellianism. Sabellius menade att Sonen och Anden var utvidgningar (platysmós, πλατυσμός) av Fadern, såsom solen utstrålar både ljus och värme. Även denna syn avvisades av den tidiga Kyrkan.
Monarkianism kom senare att användas som en samlande benämning av ovanstående två riktningar, för att beskriva deras strävan efter enhet (monarchía) i Gudomen. Men lösningarna är på många sätt varandras motsatser: Där dynamismen i Jesus ser endast en människa, identifierar modalismen Jesus med Fadern.

### Arianismen– 300-talet
Arianismen ser Kristus som en före världens skapelse skapad ande, som blivit människa.
Areios (eller Arius på latin) var präst i Alexandria i Egypten i början av 300-talet. Han såg Kristus som preexistent – det vill säga han menade att han fanns innan han blev människa. Har är den främste av Guds skapade varelser och bär namnet "gud" som ett ärenamn, men är inte Gud i verklig mening. Han är inte heller av evighet, utan "det fanns en tid då han inte fanns".
En ariansk hållning intar idag Jehovas Vittnen.

#### Kyrkomötet i Nicaea 325

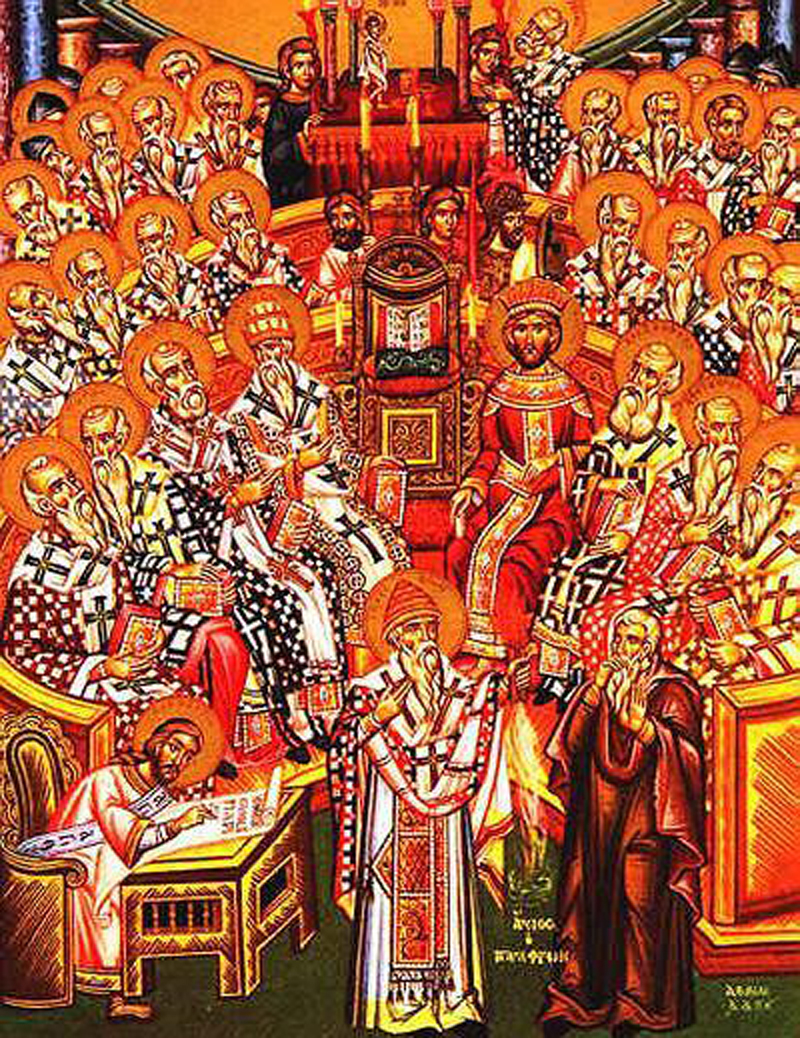
Första kyrkomötet i Nicaea år 325

Areios tankar vann snart spridning kring Medelhavet, men de mötte också på motstånd. Romarriket hade just fått sin förste kristne kejsare – Konstantin. För att befrämja enheten i tron i sitt rike, sammankallade kejsar Konstantin till det första ekumeniska konciliet i Nicaea i nuvarande Turkiet år 325. Mot de arianska idéerna uppträdde bland andra Areios egen biskop, Alexander av Alexandria. Motståndarna menade att Areios uppfattning dels leder till avgudadyrkan – ty om Jesus är en annan gud än den ende Guden och ändå tillbes, innebär det avgudadyrkan (2 Mos 20:3; 5 Mos 6:4); dels leder till att vi inte kan bli frälsta – ty om Jesus inte fullt ut är Gud, kan vi inte bli frälsta (jfr. Irenaeus argument ovan). Mötet betonade, med begrepp från Bibeln, att Jesus är Guds Son, "född, inte skapad" (jfr Joh 1:18; 3:16). Med begrepp från grekisk filosofi, fastslog man att Jesus är "av samma väsen" som Fadern (homoousios – ομοουσιος), en formulering föreslagen av biskop Hosius av Cordova. Man slog också fast, att det inte fanns någon tid då Jesus inte fanns.
Striden var dock inte på något sätt avgjord. Den arianska uppfattningen bredde ut sig i Kyrkan. Ett nytt koncilium sammankallades, denna gång i Konstantinopel i nuvarande Turkiet, år 381. Där formuleras den trosbekännelse som brukar kallas den Nicaenska. I den upprepas många formuleringar från Nicaea. Man tillägger att Jesus är "född av Fadern före all tid" och att hans rike inte skall ha något slut.

### Apollinarismen– sent 300-tal

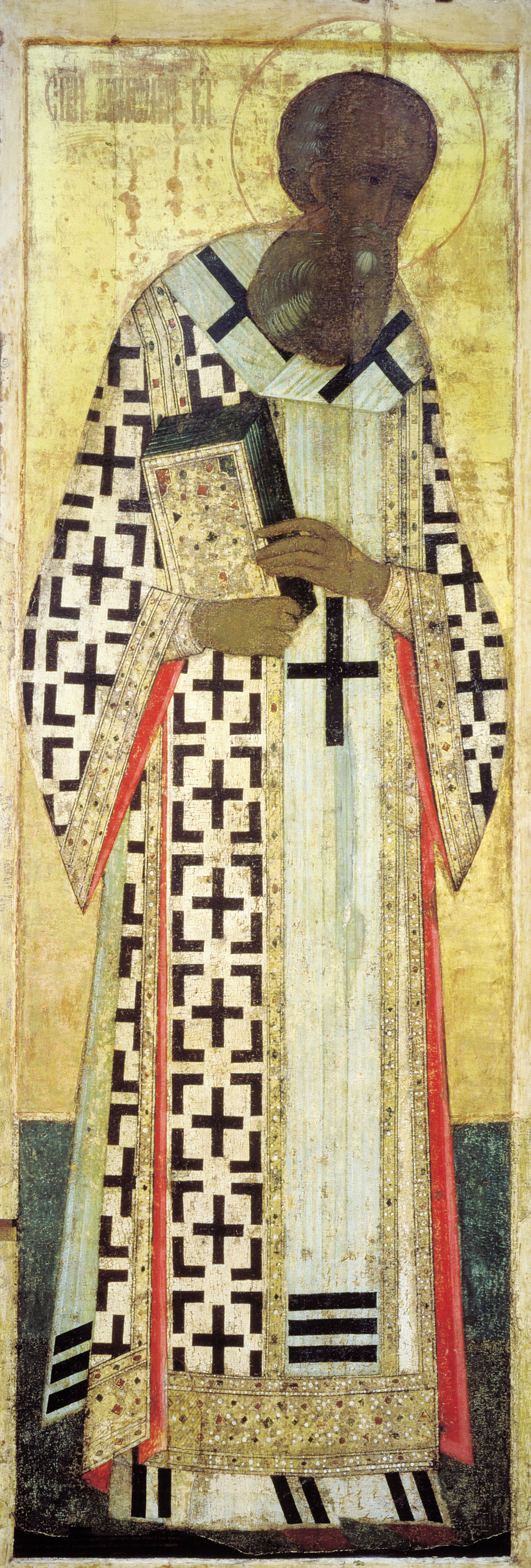
Gregorios av Nazians

Apollinaris av Laodikeia i nuvarande Turkiet lärde vid mitten av 300-talet att Jesus inte hade någon mänsklig själ. Det Gudomliga Ordet fick i människoblivandet en mänsklig kropp, mänskligt kött (Joh 1:14), men ingen mänsklig själ.

#### Gregorios av Naziansos
Andra invände och frågade sig om Kristus i så fall verkligen var människa fullt ut. Man tyckte heller inte denna ståndpunkt stämde med Evangeliernas beskrivningar av Jesu mänskliga svaghet. Gregorios av Naziansos framförde ett argument som liknar Irenaeus argument ovan, att "det som inte antagits, kan inte helas" (Epistel 101:7). Han menade, att det framför allt är i människans själ, med dess möjlighet att välja, som också möjligheten till synd finns. Därför måste Jesus också anta en mänsklig själ, för att frälsa oss.

#### Kyrkomötet i Efesos 431
Vid kyrkomötet i Efesos i nuvarande Turkiet år 431 fastslogs så att Jesus hade en mänsklig "förnuftig själ" (psyché logiké – ψυχη λογικη).

### Nestorianismen– tidigt 400-tal
Nestorios blev patriark i Konstantinopel år 428. Han var mån om att göra en åtskillnad mellan Kristi två naturer. Han betonade att Jesu Gudomliga och mänskliga naturer var oförändrade efter föreningen med varandra. Han kunde tillskriva respektive natur olika inslag i Evangeliernas berättelser. Han talade visserligen om att de två naturerna var förenade till en person (prósopon – προσωπον), men denna förening var av moraliskt slag, en enhet i tillbedjan. Han talade om Jesus som den man i vilken det Gudomliga Ordet bodde, dock på ett högre plan än hos profeterna. Han undvek också att använda ordet "Gudaföderska" om Maria – en term som var populär under denna tid – för att han menade att det var människan Jesus som Maria födde. Av sina motståndare anklagades han för att lära två söner.

#### Kyrillos av Alexandria
Nestorius störste motståndare hette Kyrillos och var patriark av Alexandria. Han betonade istället enheten hos Kristus. Han höll med om att Kristus har två naturer, en mänsklig och en Gudomlig, sammanfogade i en person. Han menade dock att enheten var en förening enligt hypostasen eller naturen. Kyrillos försvarade termen "Gudaföderska".

#### Kyrkomötet i Efesos 431
För att lösa konflikten sammankallades kyrkomötet i Efesos år 431, som redan nämnts. Där fastslogs dels att de två naturerna finns osammanblandade (asýnchytos – ασυγχυτος) hos Kristus, men också att en förening (hénosis – ενωσις) mellan dem ägt rum. Föreningen skedde redan vid konceptionen, varför Maria kan kallas Gudaföderska (theotókos – θεοτοκος).
Nestorios fördömdes vid konciliet och landsförvisades. Hans anhängare bildade egna kyrkor framför allt i nuvarande Irak/Iran.

### Monofysitism/miafysitism – mitten av 400-talet
Apollinaris av Laodikeia hade inte enbart lärt att Kristus inte hade någon mänsklig själ. Han hade också lärt, att det bara fanns en natur hos Kristus – den Gudomliga. Det Gudomliga Ordet hade med sig förenat mänskligt kött och gudomliggjort det. Eutyches, arkimandrit i ett kloster vid Konstantinopel, tog nu upp denna tanke och hävdade att Kristi mänsklighet inte var av samma natur som vår. Denna ståndpunkt kallas monofysitism (monos μονος – en enda, fysis – φυσις – natur) eller miafysitism (mia μια – en [räkneord]). Uppfattningen att Kristus har två naturer kallas dyofysitism (dyo – δυο – två).

#### Kyrkomötet i Chalkedon 451
Efter stor turbulens avgjordes frågan vid ett koncilium i Chalkedon år 451. Där upprepades många formuleringar från Efesos. Man förtydligar att de två naturerna förenats "utan sammanblandning (asynchýtos – ασυγχυτως), utan förvandling (atréptos – ατρεπτως), oupplösligt (adiairétos – αδιαρετως), oskiljaktigt (achorístos – αχωριστως)". De är inte på något sätt förändrade vid föreningen. Samtidigt betonar man också, att Kristus är en enda person (prósopon – προσωπον), en hypostas (hypóstasis – υποστασις). Eutyches fördömdes vid konciliet.

### Enypostasteologin – 500-talet
Kristologin blev nu alltmer komplicerad och filosofisk. Man funderade över hur Kristus kan ha två naturer och ändå bara en hypostas. Hypostasen betecknar nämligen att något existerar för sig självt, och det blir då märkligt att en natur skulle kunna existera utan hypostas. Leontios av Bysans (död 543) föreslog en lösning i den så kallade enypostasteologin. Den går ut på att den mänskliga naturen har sin hypostas i (enypostatos – ενυποστατας) Ordets hypostas. Den har ingen egen hypostas. Det är det Gudomliga Ordet som är personbildande och har en egen hypostas och förenar med sig den mänskliga naturen. Det femte ekumeniska konciliet i Konstantinopel år 553 bekräftade denna lära.

### Den första kyrkosplittringen – De förkalcedonensiska kyrkorna
De monofysitiska/miafysitiska sympatierna var samtidigt starka i områdena öster och söder om Medelhavet. Vid denna tid började monofysiterna/miafysiterna, i dessa områden bilda egna kyrkor. Detta gäller till exempel den Koptiska i Egypten, den Etiopiska, och den Syrianska. De godkänner endast de tre första koncilierna och kallas därför också förkalcedonensiska. Deras monofysitism är dock av mindre radikalt slag än Apollinaris och Eutyckes. De menar ändå att Kalcedon söndrar Kristi person.

### Monoteletismen – 600-talet
Under 600-talet började man fundera över hur många viljor Kristus har. Monoteletisterna (monos – μομος – en, thelesis – θελησις – vilja) accepterade tvånatursläran, men menade att Kristus bara har en vilja. Viljan hör samman med personen, menade de. Evangelierna ger uttryck för en psykologisk enhet hos Kristus. Dyoteletisterna (dyo – δυο – två) menade å sin sida att Kristus har två viljor. De såg monoteletismen som en förtäckt monofysitism. Om Kristus är fullt ut människa, måste det också finnas en mänsklig vilja hos honom. Denna vilja underordnar sig dock helt den Gudomliga. Vid det sjätte ekumeniska konciliet i Konstantinopel år 680-681 fastslogs dyoteletismen.

### Medeltidochreformation– 700–1600-tal
Under medeltiden anses Kristologin i princip färdigutvecklad och några nya stora förändringar sker inte. Koncilierna ansågs som auktoriteter i det de en gång beslutat. Reformationen bejakade i princip konciliernas ståndpunkter, bortsett från det sjätte konciliet. Reformatorerna ansåg visserligen inte koncilierna ofelbara, men de ansåg att deras slutsatser av Kristologin var goda utläggningar av Bibeln.

### Bibelvetenskap och liberalteologi – 1700-tal och framåt
Det är först med upplysningens tankar från 1700-talet och framåt som man på nytt öppnar frågan. Upplysningsfilosoferna ville inte lita till gamla auktoriteter, utan ta reda på fakta själva. Detta synsätt tillämpade de även på Bibeln och på Kyrkans läror.

#### Bibelvetenskapen
Universiteten hade ursprungligen grundats för att studera Bibeln och andra antika texter, i tron att sanningen låg nedlagd i dessa. Upplysningsfilosofin vände upp och ned på detta synsätt. Universiteten blev nu kunskapsproducenter istället för uttolkare. De gamla auktoriteterna ifrågasattes med nya vetenskapliga metoder. Också Guds existens kom så att ifrågasättas. Det var på grund av de gamla auktoriteterna man trott på Gud. Den framväxande vetenskapen kunde inte bevisa Guds existens, men inte heller motbevisa den. Vetenskapen kom alltså att bli agnostisk. Det vetenskapliga studiet av Bibeln kom därför att ske på helt nya premisser. Inom denna tradition läser man Bibeln som om den endast är skriven av människor och inte inspirerad av Gud, som kyrkan traditionell lärt. Vetenskapens teoretiska agnosticism har alltså lett till en metodologisk ateism. När man läser Evangelierna, förklarar man övernaturliga inslag som utslag av den tidens världsbild. Jesu eventuella Gudom anser man sig inte kunna ta ställning till, utan man läser om honom, som om han endast var människa. Kyrkans gamla uppgifter om att Nya Testamentets böcker skrivits av apostlar eller apostlalärjungar ifrågasätts också. Många olika teorier framförs för hur Bibeln kommit till istället. Det är vanligt att man föreställer sig att undren och föreställningarna om Jesus som Gud växt fram successivt, allteftersom Jesu popularitet ökat, och att dessa föreställningar slutligen hamnat i Bibeln.
Konservativa teologer som verkar i universitetsvärlden utgår från samma förutsättningar, men ifrågasätter de radikala teologernas ståndpunkter. De söker med olika teorier visa, att Nya Testamentets berättelser visst går tillbaka till Jesus, och att anspråken på att vara Gud hörde till Jesu självförståelse. Andra ifrågasätter den metodologiska ateismen. Om Gud kanske faktiskt finns, leder det ovillkorligen till felaktiga slutsatser, om man utgår från att han inte gör det, menar de.

#### Liberalteologin
Parallellt med utvecklingen av den nya Bibelvetenskapen, utvecklades också liberalteologin, framför allt inom västerländsk protestantism, också denna inspirerad av upplysningstidens idéer. Liberalteologin tar auktoritetskritiken ett steg längre än reformationen. Reformationen ifrågasatte Kyrkans ofelbarhet och ville utifrån "Skriften allena" söka sig tillbaka till apostlarnas och den tidiga Kyrkans ursprungliga lära. Liberalteologin ifrågasätter även Bibelns ofelbarhet och ser i den många uttryck för sin tids kulturella tänkande. Eftersom tidens tänkande utvecklades mot ett alltmer rationalistiskt och materialistiskt paradigm, blev också Kristusbilden allt mindre Gudomlig. Mer radikala former av liberalteologi ser Kristus endast som människa. Han var en god lärare, ett kärleksfullt föredöme, som ville att vi skall älska varandra. Fornkyrkans kristologiska distinktioner förlorar då intresse och de kristologiska striderna betraktas med skepsis.
Radikala former av liberalteologi ser inte heller Jesus som Frälsare. Tanken på en Gud som kräver människooffer är grym och otidsenlig och oförenlig med Jesu kärleksbudskap, menar man. Gud kan förlåta ändå. Dessutom betraktar man många av buden i Bibeln som uttryck för sin tids kultur. Det blir då färre saker som är synd och som behöver förlåtas. Liberalteologin liknar mycket Ebionismen (se ovan), men med en mindre sträng moral.
Konservativa kristna – främst i öst och syd, i västvärlden framför allt historiska, pentekostala, karismatiska och evangelikala kyrkor – ifrågasätter de liberala ståndpunkterna. Liberalteologin tar inte Bibelns anspråk på allvar och har förlorat det som är själva centrum i den kristna tron – Jesu Gudom och frälsningen – menar de.

#### Moderna strömningar – Sent 1900-tal och framåt
Feministisk teologi ifrågasätter Bibelns och kyrkofädernas patriarkala tänkande. De vill tänka om tron i mer jämställd riktning. De framställer ibland Kristus som kvinna. Ibland byts namnet "Sonen" ut mot "Dottern", "vår Broder" mot "vår Syster" eller "vårt Syskon", och "Ordet" mot "Sofia" (Visheten på grekiska, jfr Ords 8). Den feministiska Kristologin anklagas av konservativa för att vara gnostisk och doketisk (se ovan) – det vill säga Kristus ses inte verkligen som människa, utan vi kan hantera Kristusberättelserna lite som vi vill.
Postmodern och relativistisk teologi menar att det inte finns någon absolut sanning. Den kristna tron är sann för dem som tror på den, men andra religioner har samma värde för sina anhängare. Utsagorna om Kristi naturer reducerad därmed till endast personligt tyckande. Postmodernismen och relativismen anklagas av konservativa för att vara inkonsekvent: Hur kan vi veta att det inte finns någon absolut sanning, om det inte finns någon absolut sanning? Dessutom kan relativismens försök till att vara tolerant av de olika religionerna uppfattas på rakt motsatt sätt – deras sanningsanspråk underkänns ju som universellt giltiga.
Poststrukturalismen ifrågasätter ordens förmåga att förmedla budskap från en person till en annan, och menar att betydelsen finns i läsarens ögon. Konservativa invänder: Hur kan man kommunicera en sådan teori som den poststrukturalistiska, om man inte tror på ordens förmåga att kommunicera? Också poststrukturalismen kan uppfattas som att man inte tar författarnas intentioner på allvar.
Gnosticismens ståndpunkter återuppväcks också i många kyrkor och deras skrifter studeras. Konservativa svarar med de gamla argumenten från Kyrkans första tid, till exempel att det är Nya Testamentets skrifter som går tillbaka till apostlarna, inte gnostikernas.

## Systematisk teologi – Kristologin i Bibeln

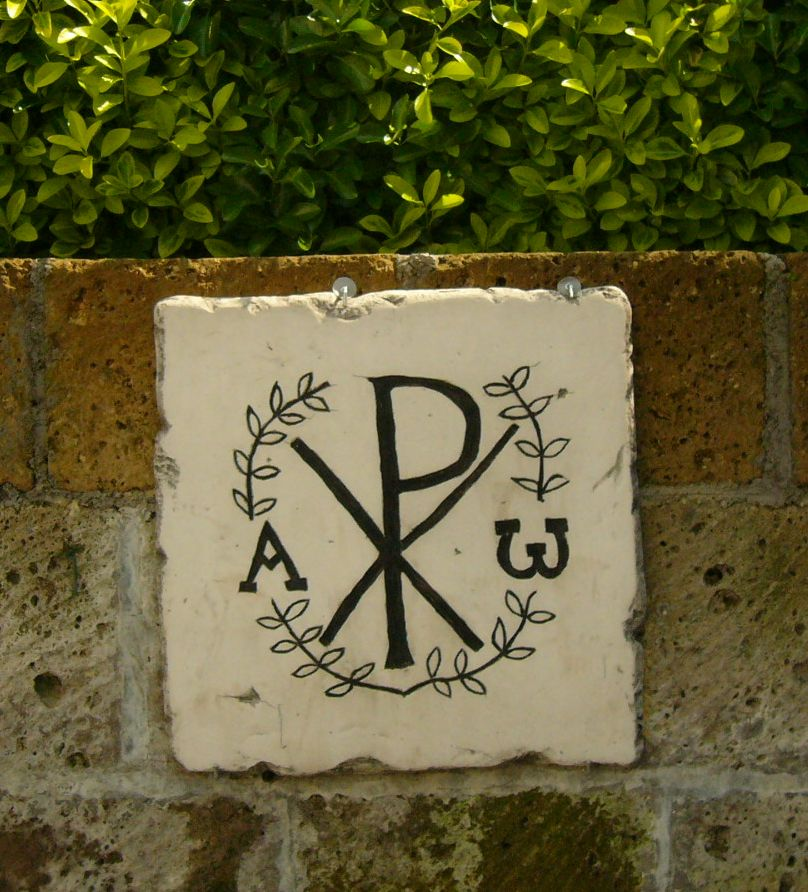
Det så kallade Kristusmonogrammet, bestående av de två första bokstäverna i Kristus på grekiska – χριστος. Här flankerat av den första och sista bokstaven i det grekiska alfabetet – Jesus är den förste och den siste, begynnelsen och änden (Upp 1:8, 17–18; 21:6).

### Jesus är Gud

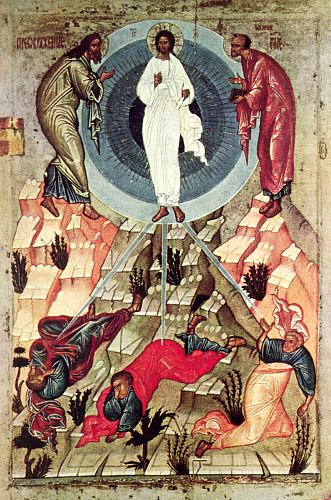
Kristi förklaring. Vid ett tillfälle fick lärjungarna enligt Bibeln se en skymt av Jesu Gudomliga härlighet (Matt 17:1–8).

#### Jesus bär Gudomliga namn

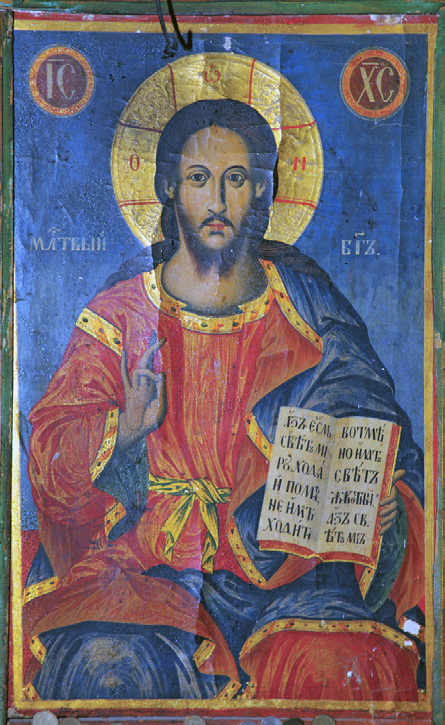
Kristus, med det för Kristusikoner näst intill obligatoriska ordet ὁ ὤν – den varande, han som är i glorian.

#### Jesus är preexistent (fanns innan han föddes som människa)

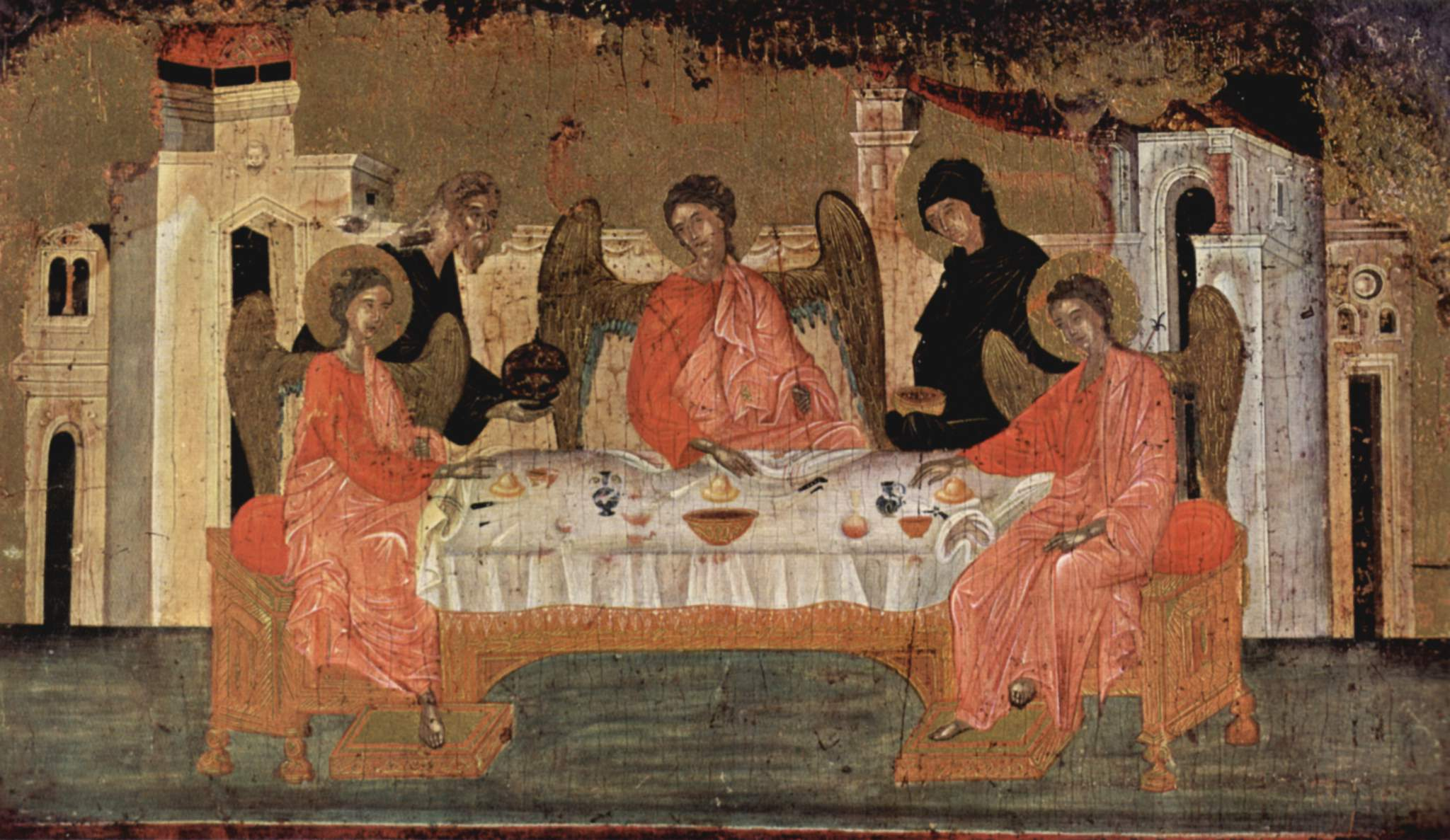
Abraham möter Kristus (1 Mos 18; Jh 8:56–59)?